# Männer ohne Frauen

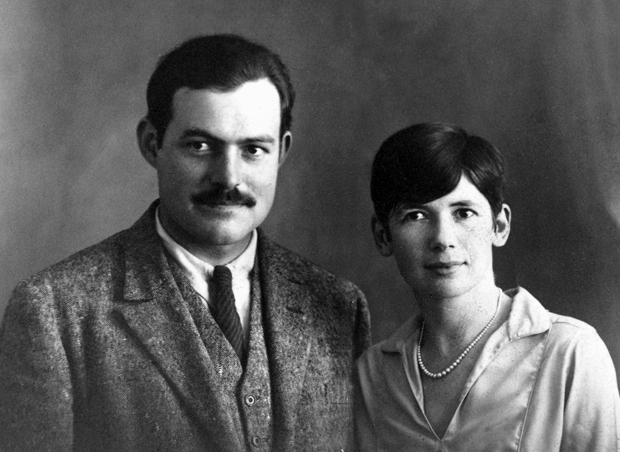
Hemingway und seine zweite Frau Pauline, 1927

Männer ohne Frauen (Men Without Women) ist eine Sammlung von Kurzgeschichten des US-amerikanischen Schriftstellers Ernest Hemingway. Sie besteht aus vierzehn Storys und erschien 1927 im Verlag Scribner’s Sons. Es handelt sich nach In unserer Zeit um Hemingways zweite Anthologie mit Shortstorys. Wie dieses, enthielt Männer ohne Frauen bedeutende Erzählungen, die mithalfen, Hemingways Eisbergmodell zu propagieren.
Männer ohne Frauen war ein kommerzieller und künstlerischer Erfolg für Hemingway. Er bearbeitet in dem Buch ein weites Spektrum an Themen, wie etwa Stierkampf, Ehe, Boxen oder auch organisierte Kriminalität. Stories wie Der Unbesiegte, Die Killer, In einem andern Land, Um eine Viertelmillion, Hügel wie weiße Elefanten oder auch Müde bin ich, geh zur Ruh gehören nicht nur zu den bekanntesten Werken in Hemingways Kanon, sondern auch zu den bedeutendsten Kurzgeschichten Amerikas im 20. Jahrhundert.
Die deutsche Übersetzung stammt von Annemarie Horschitz-Horst und erschien im Rowohlt Verlag.
1933 erschien mit Der Sieger geht leer aus eine dritte Kurzgeschichtensammlung mit Werken Hemingways. Danach erschienen seine Storys nur noch einzeln oder in Gesamtausgaben, wie etwa The Fith Column and the First Forty-Nine Stories.
Männer ohne Frauen enthält folgende Storys:
- Der Unbesiegte
- In einem andern Land
- Hügel wie weiße Elefanten
- Die Killer
- Che ti dice patria?
- Um eine Viertelmillion
- Eine einfache Frage
- Zehn Indianer
- Für eine einen Kanarienvogel
- Ein Gebirgsidyll
- Eine Verfolgungsjagd
- Heute ist Freitag
- Eine banale Geschichte
- Müde bin ich, geh zur Ruh